# Alain Delon (сигареты)
Сигареты Alain Delon — марка сигарет, выпускавшаяся с 1992 по 2018 год для азиатского рынка. Производством занималось подразделение компании British American Tobacco в Камбодже.

## История
Марка рекламировалась под слоганом "Alain Delon, le bon goût de France, Alain Delon, the taste of France" на фоне джаза, фотографий актёра и идеализированного образа Парижа. Она была создана в результате партнёрства с компанией British American Tobacco, которая выплачивала гонорары Алену Делону. Сам актёр, к слову, бросил курить в 1990-х годах.
О существовании марки, практически неизвестной во Франции, стало известно в 2013 году благодаря документальному фильму "Tabac : nos gosses sous intox" о детском табакокурении в Камбодже. Затем эта информация была подхвачена видеоблогером Антуаном Даниэлем во время трансляции на Twitch, за которой следили более 800 000 подписчиков в мае 2022 года,.